# Metapramine
Metapramine (tên thương hiệu Prodastene, Timaxel) là thuốc chống trầm cảm ba vòng (TCA) được phát triển bởi Rhone Poulenc  được giới thiệu để điều trị trầm cảm ở Pháp vào năm 1984. Ngoài tác dụng chống rối loạn cảm xúc, Nó cũng có đặc tính giảm đau, và có thể hữu ích trong điều trị đau.
Metapramine có tác dụng giống như desipramine, hoạt động như một chất ức chế tái hấp thu norepinephrine mà không ảnh hưởng đến sự tái hấp thu serotonin hoặc dopamine. Nó cũng đã được chứng minh là hoạt động như một chất đối kháng thụ thể NMDA có ái lực thấp. Tác dụng trực tiếp của Metapramine đối với các thụ thể acetylcholine serotonin, histamine và muscarinic chưa được thử nghiệm, nhưng đặc biệt trong số hầu hết các TCA, nó đã được báo cáo là thiếu tác dụng kháng cholinergic.